# Udev
Udev è il gestore dei dispositivi per il kernel linux. Viene eseguito in spazio utente e amministra dinamicamente i dispositivi a blocchi per ogni periferica rilevata nel sistema.

## Introduzione
Udev è un generico gestore di dispositivi, utilizzato dalla versione 2.6 del kernel linux. Viene eseguito come demone in un sistema Linux e si mette in ascolto di eventi uevent inviati dal kernel (tramite socket netlink) quando un nuovo dispositivo viene collegato o rimosso dal sistema.
A differenza dei tradizionali sistemi Unix, dove i dispositivi a blocchi o a caratteri sono rappresentati da un insieme statico di file in /dev, udev permette di gestire dinamicamente la creazione (o rimozione) di questi file speciali, mantenendo solo i nodi relativi ai dispositivi presenti nel sistema.
Udev, rispetto al predecessore DEVFS, presenta alcuni vantaggi:
- supporta l'assegnazione persistente dei nomi dei dispositivi, anche quando essi sono collegati in ordine o posizione differente;
- viene eseguito interamente in spazio utente, di conseguenza i criteri per l'assegnazione dei nomi vengono definiti al di fuori del kernel;
- devfs, a differenza di udev, mantiene la struttura dati relativa ai dispositivi nello spazio di memoria persistente del kernel; questo spazio di memoria non è swappabile (vedi Gestione della memoria).

## Architettura
Il sistema è diviso in tre parti:
- la libreria libudev, che consente l'accesso alle informazioni relative agli eventi e ai dispositivi presenti nella base di dati di udev;
- il demone udevd, nello spazio utente, che gestisce il filesystem virtuale /dev;
- il comando amministrativo udevadm per il debugging, la gestione degli eventi e il controllo a runtime del demone udevd.

## Utilizzo
Il sistema fornisce un insieme di regole associate a certi eventi e proprietà del dispositivo rilevato. Attraverso le regole si potrà associare un nome al dispositivo ed eseguire eventuali comandi necessari per la sua installazione e configurazione.
Un modo comune di usare udev su sistemi Linux è di fargli inviare eventi attraverso una socket a HAL o DeviceKit, che eseguiranno ulteriori azioni specifiche per il dispositivo. Ad esempio, quando un nuovo hardware viene rilevato, HAL / DeviceKit avviserà gli altri software in esecuzione, trasmettendo un messaggio broadcast sul sistema D-Bus IPC a tutti i processi interessati. In questo modo, desktop environment come GNOME o KDE possono aprire un file browser quando viene collegata una chiavetta di memoria USB oppure una scheda SD.